# Аэропорт (скоростная дорога)

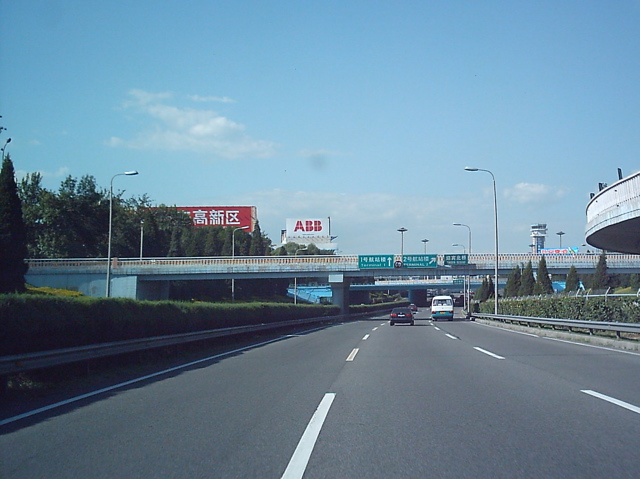
Дорога в аэропорт

Скоростная дорога «Аэропорт» (кит. упр. 机场高速公路, пиньинь Jīchǎng Gāosù Gōnglù) — платная скоростная автодорога, соединяющая центр Пекина с аэропортом «Пекин Столичный». Дорога имеет 6 полос (по 3 в каждом направлении), длина — 20 км.
Решение о строительстве дороги было принято в начале 1990-х, когда старая дорога до аэропорта дошла до предела своей пропускной способности. Строительство началось 2 июля 1992 года, пуск дороги состоялся 14 сентября 1993 года, начиналась она тогда от развязки Саньюаньцяо на 3-й кольцевой автодороге. В 2004—2006 годах дорога была продлена на 2,5 км к центру Пекина, и соединилась со 2-й кольцевой автодорогой. Ввод в эксплуатацию скоростной дороги «Аэропорт» сократил путь от аэропорта «Пекин Столичный» до центра Пекина с одного часа до 15 минут.